# 凯瑟琳·泽尔纳
凯瑟琳·泽尔纳（英語：Kathleen Zellner，1949年5月7日—）是一名美国律师，专门研究潜在误判案件。她以Netflix纪录片《谋杀犯的形成》中的表现而出名。该片记录了美国人史蒂芬·艾弗里因谋杀当地摄影师特蕾莎·哈尔巴赫而被定罪而艾弗里声称对于这起谋杀她无罪的故事。

## 家庭
泽尔纳出生于德克萨斯州米德兰（Midland），家里有七个孩子 。她的父亲是一位地质学专家，母亲是一位护理人员。 泽尔纳曾就读于威斯康星州，密苏里州和蒙特利尔的大学。她与商人罗伯特（Robert）结婚，生有一女。

## 职业
1990年，泽尔纳作为连环杀手拉里·埃勒的代表律师。艾勒公开宣称自己被无辜定罪，但他对泽尔纳坦白自己有罪。泽尔纳试图释放艾勒。埃勒因艾滋病去世后，泽尔纳举行了新闻发布会，公开了被埃勒杀害的受害者。
1991年，泽尔纳在伊利诺伊州创立了自己的律师事务所Kathleen T. Zellner ＆ Associates，主接虐待囚犯类和误判类案件。
2016年，泽尔纳接受受理史蒂芬·艾弗里的案件，并向法官提交了多份观点概要文件。截至2021年，艾利仍在监狱中。 